# Élections générales britanniques de 1734
Les élections générales britanniques de 1734 se sont déroulées en Grande-Bretagne du 22 avril au 6 juin 1734. Ces élections sont remportées par le parti whig.